# مقاطعة ديسوتو (ميسيسيبي)
مقاطعة ديسوتو هي مقاطعة في مسيسيبي، بلغ عدد سكانها 161٬252  نسمة، في 2010، عاصمتها هيرناندو، تبلغ مساحتها 1٬287 كيلومتر مربع.

## الموقع
تشترك في الحدود مع:
- مقاطعة شيلبي (تينيسي)
- مقاطعة تاتي (ميسيسيبي).

## التقسيمات الإدارية
- هيرناندو.

## أعلام
- برنيس بي. دونالد